# Kings Park, New York
Kings Park är en ort i Suffolk County i delstaten New York, USA.